# Al Campbell
Al Campbell, de son vrai nom Alphonso Campbell, né le 31 août 1954 à Kingston (Jamaïque), est un chanteur de reggae jamaïcain, actif depuis la fin des années 1960.

## Biographie
Né à Kingston, en Jamaïque, Campbell commence à chanter pour recueillir des fonds à l'église où son père était prédicateur. À l'école, il côtoie Lloyd James (Prince Jammy) et forme avec des camarades un groupe vocal appelé The Thrillers, qui enregistre à la fin des années 1960 chez Studio One. Après avoir rejoint brièvement Freddie McGregor et Ernest Wilson, il continue à travailler avec les Royal Rasses de Prince Lincoln Thompson, et The Mighty Cloud Band. Campbell se lance ensuite dans une carrière solo (contribuant également vocalement sur deux albums des Heptones), qui en fait un chanteur de roots reggae populaire dans les années 1970, enregistrant pour des producteurs comme Phil Pratt, Bunny Lee, ou Joe Gibbs, et dans le studio Black Ark de Lee Perry. Son titre Gee Baby fut un succès en 1975 en Jamaïque et au Royaume-Uni. Il adapta avec succès le Dancehall naissant et le style Lovers Rock à la fin des années 1970 et 1980, en travaillant notamment avec le producteur Linval Thompson. L'enregistrement Late Night Blues (1980) de Campbell devint une base des soirées blues. Campbell se produit avec le Stur-Gav sound system au début des années 1980. Plus récemment il a enregistré pour King Jammy, Philip "Fatis" Burrell (en), et Mafia & Fluxy.
En 1997, il se joint à Cornell Campbell et Jimmy Riley dans une nouvelle version du groupe The Uniques, pour sortir un album éponyme en 1999.
Campbell ne s'est pas produit en Jamaïque depuis la scène montée par Jack Ruby, décédé peu après. Il poursuit une tournée en Europe et en Amérique du Nord.

## Albums
- Gee Baby (1977) Phil Pratt/Sunshot
- Ain't That Loving You (1978) Jamaica Sound (reissued 1994 as Sly & Robbie Presents The Soulful Al Campbell)
- Loving Moods of Al Campbell (1978) Ital
- Mr. Music Man (1978) Manic
- No More Running (1978) Terminal
- Showcase (1978) DEB
- Rainy Days (1978) Hawkeye
- Diamonds (1979) Burning Sounds
- More Al Campbell Showcase (197?) Ethnic
- Mr. Lovers Rock (1980) Sonic Sounds
- Late Night Blues (1980) JB
- The Other Side of Love (1981) Greensleeves
- Dance Hall Stylee (1982) Narrows Enterprise
- Bad Boy (1984) CSA
- Freedom Street (1984) Londisc
- Forward Natty (1985) Move
- Shaggy Raggy (1985) Sampalu
- Reggae '85 (1985) Blue Mountain
- Fence Too Tall (1987) Live & Love
- Ain't Too Proud To Beg - LP (1987) Live & Love
- Bounce Back (1990) Reggae Road
- The Soulful Al Campbell (1994) Rhino
- Revival Selection (1998) Kickin'
- 22 Karat Solid Gold (1998) Reggae Road
- 22 Karat Gold Volume 2 (1998) Reggae Road
- Rock On (1998) Charm
- Hit Me With Music (1998) Hot Shot
- Roots & Culture (1999) Jet Star
- Deeper Roots (2001) Reggae Road
- Higher Heights (2002) Reggae Road
- Love From a Distance (2003) Cousins
- Tribute to Clement Coxsone Dodd (2004) Reggae Road
- Always In My Heart (200?) Artists Only
- Today, Tomorrow, Forever (200?) Reggae Road
- 24/7 (2006) Reggae Road
- Road Block (1997) Exterminator
- Rasta Time - Lagoon
- Talk About Love - Sonic Sounds
- It's Magic - free world music